# Saga Grettis

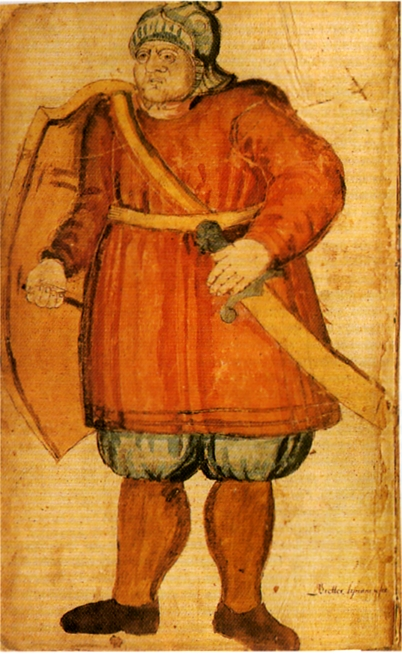
Grettir está pronto para lutar nesta ilustração de um manuscrito islandês do século XVII

Grettis saga Ásmundarsonar (pronúncia em islandês: [ˈkrɛhtɪs ˈsaːɣa ˈauːsˌmʏntarˌsɔːnar̥] (escutarⓘ) moderna :pronúncia em islandês: [ˈkrɛhtɪs ˈsaːɣa ˈauːsˌmʏntarˌsɔːnar̥] (escutarⓘ), reconstruiu pronúncia nórdica antiga: [ˈɡrɛtːɪs ˈsaɣa ˈɒːsˌmʊndarˌsɔnar]), também conhecida como Grettla, Grettir's Saga ou The Saga of Grettir the Strong, é uma das sagas dos islandeses. Ele detalha a vida de Grettir Ásmundarson, um belicoso fora da lei islandês. 

## Visão geral
A saga de Grettir é considerada uma das Sagas dos Islandeses (Íslendingasögur), que foram escritas nos séculos XIII e XIV e registram histórias de eventos que supostamente ocorreram entre os séculos IX e XI na Islândia. O manuscrito da saga de Grettir foi escrito pouco antes de 1400 d.C, tornando-se uma adição tardia à tradição.
O autor é desconhecido, mas acredita-se que sua história pode ter sido baseada em um relato anterior da vida de Grettir escrito por Sturla Þórðarson . Quem quer que seja o autor, o autor mostra uma consciência da tradição das sagas dos islandeses, fazendo referências a outras sagas e tomando emprestados temas do meio cultural mais amplo dos povos germânicos que aparecem independentemente em outros textos como o inglês antigo Beowulf.
A saga pode ser dividida em três seções principais: Capítulos 1-13, Capítulos 14-85 e Capítulos 86-93. A primeira e a última seções da saga se concentram na família de Grettir, e não em Grettir.
Os capítulos 1-13 se concentram principalmente em como o bisavô viking de Grettir, Onundur Tree-foot, escapou da Noruega para se estabelecer na Islândia depois de lutar na Batalha de Hafrsfjord contra o primeiro rei da Noruega, Harald Fairhair. Os capítulos 14-85 concentram-se principalmente na vida, condenação e morte de Grettir. Os capítulos 86-93 enfocam a jornada do meio-irmão de Grettir, Thorstein Dromund, à corte de Constantinopla para se vingar e, incidentalmente, encontrar o amor cortês antes de passar a última parte de sua vida em uma cela monástica em Roma.
Tanto o bisavô viking/saqueadorr de Grettir quanto seu meio-irmão praticante de cavalaria tiveram sucesso, enquanto a busca de Grettir para se tornar um herói matador de monstros resultou em ele se tornar um fora da lei. O cristianismo tornou-se a religião na Islândia por volta de 1000 EC, e alguns estudiosos acreditam que essa mudança moral explica por que o destino de Grettir é diferente do destino de seu bisavô pagão antes da conversão e do destino de seu piedoso meio-irmão cristão após a conversão.
Originalmente, o mal-humorado Grettir experimentou algum sucesso, mas sua vida piorou depois que ele encontrou o pastor morto-vivo Glámr no capítulo 35. Como resultado da maldição de Glámr, Grettir se torna desastrosamente azarado, apenas fica mais fraco/nunca mais forte, fica com medo do escuro e está condenado à solidão, tornando-se um fora da lei e a uma morte prematura. Enquanto estava na Noruega no capítulo 38, Grettir acidentalmente incendiou uma cabana, matando seus ocupantes. No capítulo 46, o Althing na Comunidade Islandesa vota que Grettir é um fora da lei por causa das mortes que esse incêndio causou. Esse status de fora da lei força Grettir a viver à margem da sociedade e o abre para ser caçado por outros. Ele é repetidamente traído por outros bandidos e, depois de viver 19 anos como bandido, morrerá caçado na solitária ilha de Drangey no capítulo 82. No capítulo 77, afirma-se que Grettir teria deixado de ser um bandido após 20 anos.

## Legado

### Grettisfærsla
O manuscrito do final do século XV Eggertsbók contém o único texto sobrevivente de Grettisfærsla, um poema sobre um personagem chamado Grettir que é mencionado no capítulo 52 da saga de Grettis . O poema é notável por seu foco temático no sexo e na "sexualidade indiscriminada" de seu protagonista, expresso em linguagem direta e não eufemística.

### Rimur
A saga de Grettis inspirou vários rímures islandeses: Século XV: Grettis rímur (8 rímur, anônimo, atestado em Kollsbók ) 1656: Grettis rímur (14 rímur, Jón Guðmundsson í Rauðseyjum) 1658: Grettis rímur (20 rímur, Kolbeinn Grímsson ) Século XVII: Grettis rímur (perdido,Jón Guðmundsson í Hellu) 1828: Grettis rímur (44 rímur, Magnús Jónsson í Magnússkógum) 1889: Ríma um síðasta fund Grettis Ásmundssonar og móður hans, Ásdísar á Bjargi (1 ríma, Oddur Jó nsson) 1930 : Gláms rímur (6 rímur e epílogo, Sigfús Sigfússon )